# 蒼斑石鈎鯰
蒼斑石鈎鯰，為輻鰭魚綱鯰形目甲鯰科的其中一種，為熱帶淡水魚，分布於南美洲蘇利南河流域，體長可達4.2公分，棲息在岩石底質的溪流底層水域，生活習性不明。

## 扩展阅读
維基物種上的相關：蒼斑石鈎鯰